# Combat du 8 avril 1740
Guerre de l'oreille de Jenkins
Batailles
- Portobelo
- 8 avril 1740
- Fort Mose (en)
- Saint Augustine
- Expédition Anson
- Carthagène des Indes
- Santiago de Cuba (1re)
- Géorgie
- La Guaira (en)
- Puerto Cabello (en)
- Cape Sicié
- Panama
- Bloody Marsh
- Bahamas
- Glorioso
- 18 mars 1748
- Santiago de Cuba (2e) (en)
- La Havane

Le combat du 8 avril 1740 est une bataille navale entre le Princesa (en), un vaisseau espagnol de 3e rang (conçu pour emporter 70 canons, mais armé de 64 canons lors de l'affrontement) sous le commandement de Don Pablo Agustin Agirre (eu), et une petite escadre britannique de trois vaisseaux de 70 canons : le HMS Kent, le HMS Lenox et le HMS Orford, commandée par le capitaine Colvill Mayne, qui avait son pavillon amiral à bord du Lenox. Le vaisseau espagnol est pris en chasse et capturé, avec d'entrer au service de la Royal Navy sous le nom de HMS Princess.

## Sources et bibliographie
- (en) Robert Beatson, Naval and military memoirs of Great Britain, from 1727 to 1783, vol. 1, Longman, Hurst, Rees and Orme, 1804
- (en) The Navy In the War of 1739-48, Cambridge University Press
- (en) Mary Eyre Matcham, A Forgotten John Russell Being Letters to a Man of Business 1724-1751, BiblioBazaar, LLC, 2009 (ISBN 978-1-113-72434-2 et 1-113-72434-X)
- (en) Rif Winfield, British Warships of the Age of Sail 1714–1792 : Design, Construction, Careers and Fates, Seaforth, 2007, 416 p. (ISBN 978-1-86176-295-5 et 1-86176-295-X)